# Charakterystyka produktu leczniczego
Charakterystyka produktu leczniczego, ChPL (ang. Summary of Product Characteristics, SPC, SmPC) – ustrukturyzowany zbiór informacji o dopuszczonym do obrotu farmaceutycznego leku przeznaczony do użytku przez fachowy personel medyczny w Unii Europejskiej.

## Podstawa prawna
Charakterystyka produktu leczniczego jest tworzona na podstawie dyrektywy 2001/83/WE Parlamentu Europejskiego i Rady w sprawie wspólnotowego kodeksu odnoszącego się do produktów leczniczych stosowanych u ludzi z dnia 6 listopada 2001 roku oraz ustawy Prawo farmaceutyczne z dnia 6 września 2001 (z późniejszymi zmianami).

## Zastosowanie
Charakterystyka produktu leczniczego jest załącznikiem do wniosku o rejestrację leku w krajach Unii Europejskiej, który po wydaniu decyzji dopuszczającej do obrotu staje się informacją publiczną. Po dopuszczeniu leku do obrotu jego reklama musi być zgodna z ChPL, ale może również zawierać informacje ją rozszerzające oparte na nowych badaniach i informacjach.
W Polsce dokument ten jest jednym ze wskazań aktualnej wiedzy medycznej, na którym może oprzeć się lekarz przy przepisywaniu leków oraz stanowi podstawę refundacji leków dla pacjenta (Minister Zdrowia może określić zakres wskazań pozarejestracyjnych objętych refundacją).

## Zawartość informacyjna
Informacje, które muszą być zawarte w charakterystyce produktu leczniczego, określone są w art. 11 ust. 1 ustawy Prawo farmaceutyczne i są zorganizowane według następującego wzoru, określonego przez Europejską Agencję Leków.
Przykład wzoru w języku polskim: 

1. Nazwa produktu leczniczego
2.  Skład jakościowy i ilościowy
3.  Postać farmaceutyczna
4. Szczegółowe dane kliniczne
4.1. Wskazania do stosowania
4.2. Dawkowanie i sposób podawania
4.3. Przeciwwskazania
4.4. Specjalne ostrzeżenia i środki ostrożności dotyczące stosowania
4.5. Interakcje z innymi produktami leczniczymi i inne rodzaje interakcji
4.6. Wpływ na płodność, ciążę i laktację
4.7. Wpływ na zdolność prowadzenia pojazdów i obsługiwania maszyn
4.8. Działania niepożądane
4.9. Przedawkowanie
5. Właściwości farmakologiczne
5.1. Właściwości farmakodynamiczne
5.2. Właściwości farmakokinetyczne
5.3. Przedkliniczne dane o bezpieczeństwie
6. Dane farmaceutyczne
6.1. Wykaz substancji pomocniczych
6.2. Niezgodności farmaceutyczne
6.3. Okres ważności
6.4. Specjalne środki ostrożności podczas przechowywania
6.5. Rodzaj i zawartość opakowania oraz specjalistyczny sprzęt, służący do używania, podawania lub implantacji
6.6. Specjalne środki ostrożności dotyczące usuwania i przygotowania produktu leczniczego do stosowania
7. Podmiot odpowiedzialny posiadający pozwolenie na dopuszczenie do obrotu
8. Numer pozwolenia na dopuszczenie do obrotu
9. Data wydania pierwszego pozwolenia na dopuszczenie do obrotu i data przedłużenia pozwolenia
10. Data zatwierdzenia lub częściowej zmiany tekstu charakterystyki produktu leczniczego
Dodatkowe punkty tylko dla  radiofarmaceutyków:
11. Dozymetria
12. Instrukcja przygotowania produktów radiofarmaceutycznych